# Damaturu
Damaturu és una ciutat i una Àrea de Govern Local (LGA) de l'estat de Yobe a Nigèria. És capital de l'estat de Yobe i de l'emirat tradicional de Damaturu. La població de la LGA al cens del 2006 era de 88.014 habitants i la superfície és de 2.366 km². La mateixa ciutat té una població (estimació del 2007) de 44.268 habitants.
El 16 de juny de 2013, Damaturu fou atacada per Boko Haram, i altre cop el 26 d'octubre de 2013; un atac encara més fort es va produir l'1 de desembre de 2014.